# Marcia Andrades
Marcia Yuleisi Andrades Mendoza (ur. 20 września 1982) – wenezuelska zapaśniczka. Dwukrotna olimpijka. Zajęła jedenaste miejsce w Pekinie 2008 i dziewiętnaste w Londynie 2012 w kategorii 55 kg.
Ósma na mistrzostwach świata w 2003. Zdobyła brązowy medal na igrzyskach panamerykańskich w 2003 i 2007. Dziesięć medali w mistrzostwach panamerykańskich, złoto w 2002, 2005, 2006 i 2009. Wicemistrzyni igrzysk Ameryki Południowej w 2006. Zwyciężczyni igrzysk Ameryki Środkowej i Karaibów w 2002. Pierwsza na igrzyskach boliwaryjskich w 2001, 2005 i 2009, trzecia w 2013. Czwarta w Pucharze Świata w 2005 roku.
Jej mężem od 2013 roku jest zapaśnik Ricardo Roberty.